# 茄子団扇

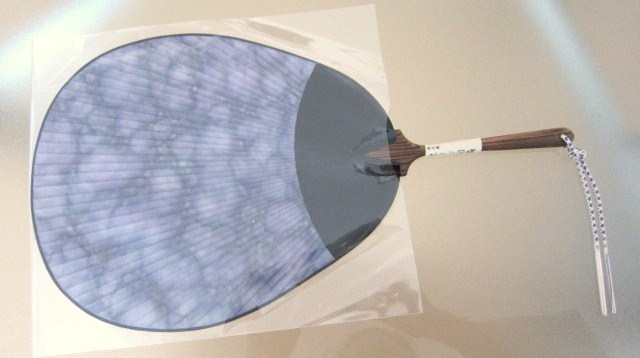
茄子団扇

茄子団扇（なすびうちわ）は、三重県津市名産のうちわ。

津市の伝統工芸品の指定を受けている。

## 歴史
文政時代、津藩の別所安連という藩士が、公務の間の余業になすび型の団扇を作ったのが始まりだという。 
その形が優美で雅趣があるというので、周囲の人々にも賞賛されただけでなく、藩侯も特別に注文したものを将軍への献上品としたり、大名家への進物としたりした。
評判が良く、さらなる制作依頼もあったが、本業でなかったため増産はできなかった。

明治維新ののち初めて団扇作りを本業とした結果、一度は茄子団扇の名も広まったが、昭和の中ごろに手法を伝える人が途絶えた。 
製作の様子を知っていた賀来商店の賀来信一が茄子団扇を復活させ、現在はその次男夫妻が制作を引き継いでいる。